# حامد عويس
حامد عويس (8 مارس 1919 - 30 سبتمبر 2011) هو رسام وفنان تشكيلي مصري. شغل العديد من المناصب الفنية والإدارية،أهمها شغل منصب عميد كلية الفنون الجميلة بالإسكندرية عام 1977 حتى تقاعده عام 1979، ومنصب أول نقيب للفنانين التشكيليين بفرع النقابة بالإسكندرية في الفترة من 1982 حتى 1986. إقتنت الكثير من المتاحف الأوروبية أعماله مثل متحف درسن في ألمانيا ومتحف الفن الحديث في برلين ومتحف الفن الحديث في بولندا ومتحف الفنون الشرقية بموسكو ومتحف الفن المعاصر في مدريد وتعتبر لوحات الفنان من العلامات البارزة في مسار الحركة التشكيلية في مصر والعالم العربي.

## حياته
ولد عويس في عام 1919 بمحافظة بني سويف بصعيد مصر، وتخرّج من المدرسة العليا للفنون الجميلة عام 1944 في القاهرة، وهو حاصل على درجة الاستاذية في التصوير من أكاديمية سان فرناندو الأسبانية عام 1969. حصل عويس على جائزة صالون القاهرة عام 1958 وجائزة الريادة الفنية من وزارة الثقافة المصرية عام 1993 وجائزة جامعة الإسكندرية التقديرية عام 1996، وجائزة الدولة التقديرية في الفن عام 2001 وجائزة مبارك في الفنون عام 2005.وحصل الراحل على العديد من الجوائز الدولية الرفيعة أبرزها جائزة "جوجنهايم" الدولية عام 1956، وجائزة بينالي الإسكندرية الدولي عامي 1958 و1962، كما نال تكريماً رفيعاً من مصر بحصوله على وسام الجمهورية من الطبقة الثانية عام 1982 ونوط الامتياز من الطبقة الاولى عام 1985.ونشرت دار نشر الفنون في ألمانيا كتاباًً خاصاً عن عويس وفنه عام 1962 ضمن مجموعة الكتب عن الفنانين المعاصرين في العالم.